# Lalleu
Lalleu is een gemeente in het Franse kanton Le Sel-de-Bretagne dat behoort tot het departement Ille-et-Vilaine (regio Bretagne) en telt 469 inwoners (1999). De plaats maakt deel uit van het arrondissement Redon.

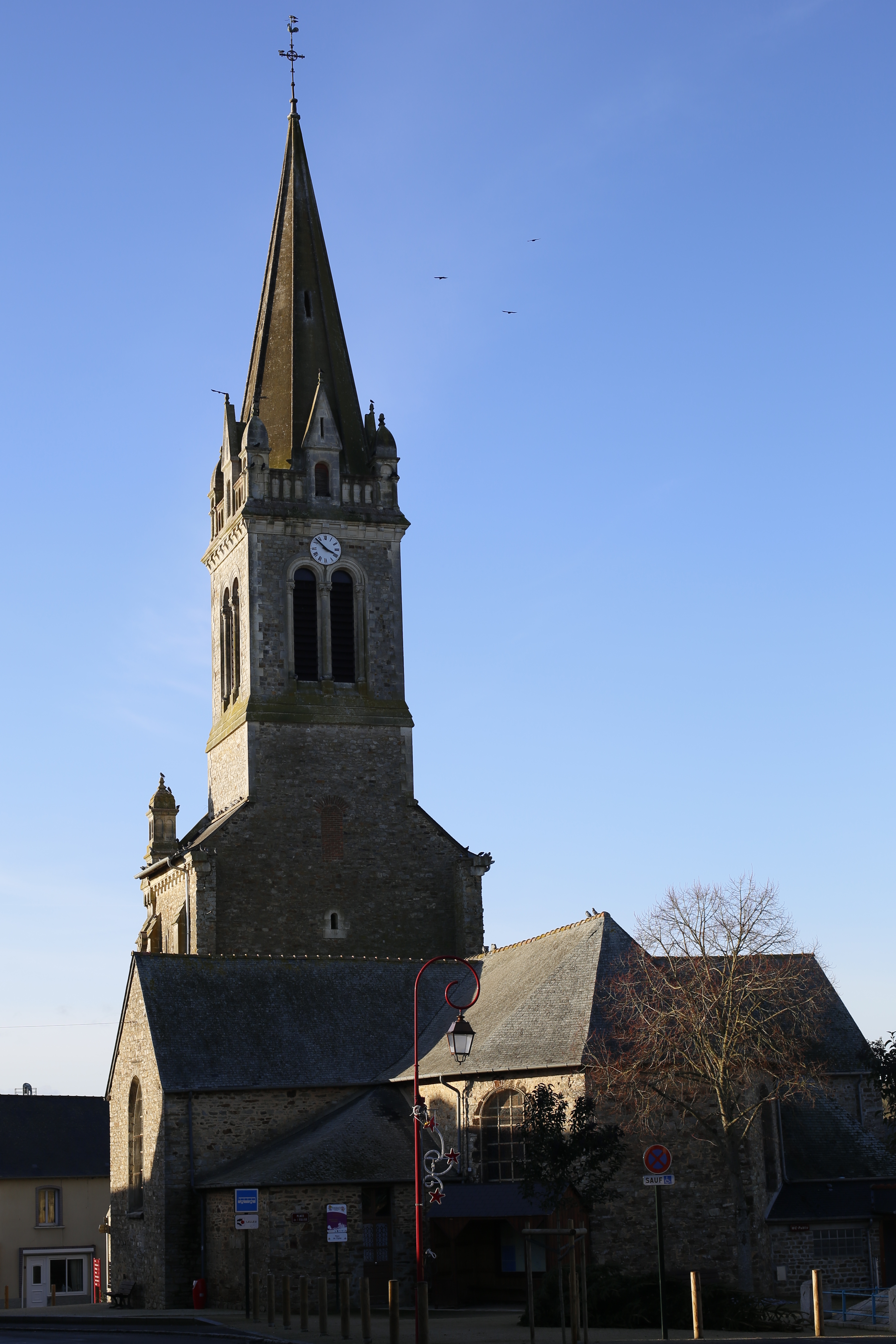
Kerk van Lalleu
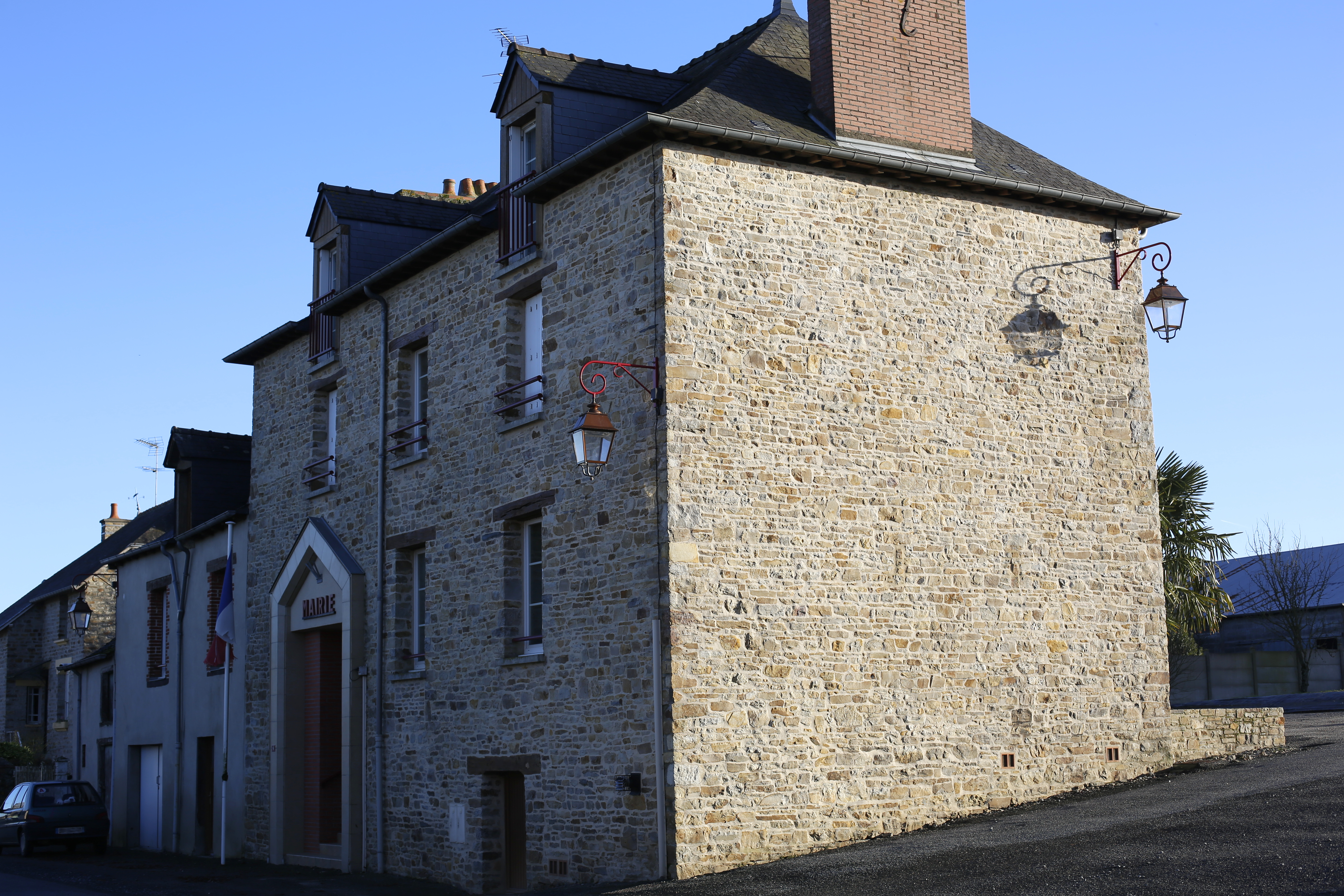
Gemeentehuis

## Geografie
De oppervlakte van Lalleu bedraagt 15,3 km², de bevolkingsdichtheid is 30,7 inwoners per km².
De onderstaande kaart toont de ligging van Lalleu met de belangrijkste infrastructuur en aangrenzende gemeenten.

## Demografie
Onderstaande figuur toont het verloop van het inwonertal (bron: INSEE-tellingen).

1. ↑  Populations de référence 2022.